# Majoros János
Majoros János (Dombóvár, 1928. december 13. – 2021. március 28.) magyar keramikus.

## Életpálya
Elemi és középiskolai tanulmányait szülővárosában, Dombóváron végezte.
1947-ben érettségizett a volt Királyi Katolikus Esterházy Miklós Nádor Főgimnáziumban. Marcell György festőművész felfedezettje. 1953-ban a Budapesti Iparművészeti Főiskolán szerezte diplomáját, Borsos Miklós és Gábor István tanítványaként. Épületkerámiával foglalkozott.

## Egyéni kiállítások
- Kairó, Attalai Gáborral közösen – 1979
- Dombóvár – 1975
- Balatonboglár – 1994

## Válogatott csoportos kiállítások
- Nemzetközi kerámia kiállítás, Prága – 1962
- Ungerskt Konsthantverk, Stockholm – 1962
- Modern magyar kerámia, Royal Festival Hall, London – 1963
- Nemzetközi Kerámia kiállítás, Faenza – 1965, 1966
- Gádor István és növendékei, Ernst Múzeum, Budapest – 1966
- Modern kerámia kiállítás, Siklós • Világkiállítás, Isztambul – 1967
- I.-IV., VI. Országos Kerámia Biennálé, Pécs – 1968, 1970, 1972, 1975, 1980
- Magyar kerámia kiállítás, Prága • Mai magyar iparművészet, Archuz (DK) • Nemzetközi Kerámia Biennálé, Vallauris • Vallauris-i díjazottak kiállítása, Vallauris • Százéves a Magyar Iparművészet, Iparművészeti Múzeum, Budapest – 1972
- Siklósi Szimpozionok kiállítása, Szabadka • Siklósi Szimpozionok kiállítása, Varsó – 1974
- Felszabadulási kiállítás, Moszkva • Jubileumi Iparművészeti kiállítás, Műcsarnok, Budapest – 1975
- Szocialista Országok Iparművészeti Quadriennáléja, Erfurt – 1978
- Magyar kerámia, Palazzo delle Espozioni, Faenza – 1982
- A tervezés értékteremtés. Országos Iparművészeti kiállítás, Műcsarnok, Budapest – 1983
- XX. századi magyar keramikusok. Válogatás az Iparművészeti Múzeum gyűjteményéből, Iparművészeti Múzeum, Budapest – 1995

## Szimpóziumok, alkotó telepeken való részvétel
- Vallauris (FR) – 1994
- Gmunden (A) – 1969
- Bassano del Grappa (OL) – 1978

## Tagsága
- Siklósi Kerámia Szimpozion alapító tagja, vezetője – az indulástól 1975-ig

## Díjak, elismerések
- Dombóvár város díszpolgára – 2007
- Érdemes Művész kitüntetés – 1976
- Munkácsy-díj – 1957, 1966

## Emlékezete
- Kerámia portré a Dombóvári Pantheonban – Ivanich üzletház árkádjának falán Dombóváron – 2012[3] – 2012
- Majoros portré Dombóváron a Tinódi Házban (művelődési ház), a róla elnevezett terem mellett található